# マウリティア (小惑星)
マウリティア (745 Mauritia) は小惑星帯に位置する小惑星である。ハイデルベルクでフランツ・カイザーによって発見された。
ヴィースバーデンの教会の守護聖人である聖マウリティウスにちなんで命名された。